# قدمغاه
قدمغاه (بالفارسية: قدمگاه) هي مدينة تقع في إيران في Zeberkhan District. يقدر عدد سكانها بـ 3,006 نسمة .